# Ayala Corporation
Ayala Corporation (Corporación Ayala) er et filippinsk konglomerat. Virksomheden driver erhverv indenfor detailhandel, uddannelse, finansiering, fast ejendom, telekommunikation, vand, energi, industri, bilindustri, sundhed og investering.
Ayala y Compañía blev etableret i 1876. Forhistorien begyndte i 1834 med et partnerskab mellem Domingo Róxas og Antonio de Ayala.